# Catagramma gehleni
Catagramma gehleni är en fjärilsart som beskrevs av Friedrich Wilhelm Niepelt 1926. Catagramma gehleni ingår i släktet Catagramma och familjen praktfjärilar. Inga underarter finns listade i Catalogue of Life.